# Elf

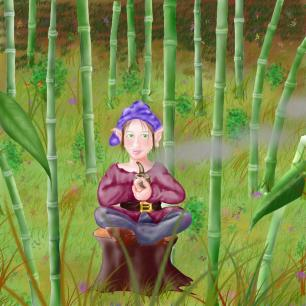
Elf.

Un elf este o ființă fabuloasă, aparținând  mitologiei nordice, care a supraviețuit în folclorul nord european, în legendele scandinave, germane și englezești. La origine, elfii erau niște zei minori ai naturii și ai fertilității, fiind înfățișați de obicei ca niște tineri bărbați și femei, ce trăiesc în păduri, fântâni, iar uneori sub pământ. Ei dețin o viață lungă, uneori chiar sunt nemuritori și au puteri magice. J. R. R. Tolkien, în trilogia sa, "Stăpânul Inelelor", pune accent pe caracterul angelic, pe inteligența elfilor, ceea ce a făcut aceste personaje foarte populare în fantezia modernă. În linii mari, elfii se aseamănă cu nimfele din mitologia greacă și cu viliile și rusalcele din mitologia slavă.

### Elfii în mitologia nordică
Primele descrieri ale elfilor apar în mitologia nordică, unde ei sunt numiți "alfar". Ei sunt creaturi de aceeași statură ca omul, dar mai frumoși și mai puternici. Sunt semi-divinități asociate fertilității naturii. Mitograful Snorri Sturluson, scrie în lucrările sale că există două tipuri de elfi: "elfii întunericului", echivalenți cu piticii și "elfii luminii", care se apropie mult mai mult de ceea ce înseamnă elf. Acești elfi ai luminii guvernează una din cele 9 lumi ale cosmosului (Yggdrasil) și anume Alfheim-ul. Elfii întunericului trăiesc într-o lume total diferită, chiar antagonică, numită Nidavellir sau Svartalfheim.

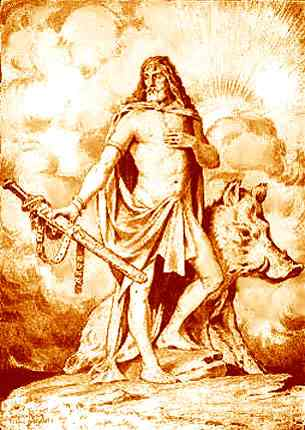
Zeul Freyr, stăpânul elfilor luminii

În "Edda poetică", se stabilește o asemănare între elfi și zeii Aesir, uneori aceste două categoriii chiar confundându-se. Câțiva cărturari, dimpotrivă, au asociat zeii Vanir cu elfii. Cu toate acestea, în the "Alvissmal", elfii sunt considerați distincți atât de Aesir, cât și de Vanir. Poemul "Grimnismal" din "Edda" precizează faptul că zeul Freyr este stăpânul tărâmului Alfheim, pe care îl conduce cu ajutorul unor slujitori ca Byggvir și Beyla. Mai târziu apar și alți slujitori: Eldir și Fimafeng, care este ucis de Loki. În saga Kormaks se povestește cum un sacrificiu adus elfilor poate vindeca orice rană provocată de un război. 
Elfii nordici au aceeași statură și formă ca oamenii. După moarte, unii oamenii cum a fost eroul Volund pot să fie ridicați la rangul de elfi. Similitudinea între elfi și oameni permitea chiar o împerechere între aceștia. 